# Elisabeth von Großpolen
Elisabeth von Großpolen (* vor 1154; † 2. April 1209) war eine polnische Prinzessin und Herzogin von Böhmen sowie der Lausitz. Sie entstammte dem Adelsgeschlecht der großpolnischen Piasten und heiratete in die Geschlechter der Přemysliden und der Wettiner ein.

## Leben
Elisabeth  war eine Tochter von Seniorherzog Mieszko III. von Großpolen († 1202) und Elisabeth von Ungarn. 
Zu ihren Geschwistern zählten: 
- Odon (Otto)
- Stefan
- Wierzchosława Ludmiła
- Judith

Zu ihren Halbgeschwistern zählten:
- Bolesław
- Mieszko der Jüngere
- Anastasia
- Salomea
- Wladyslaw III. Dünnbein

Sie wurde in der Klosterkirche Doberlug beigesetzt.

## Ehe und Familie
Elisabeth heiratete zwischen 1173 und 1174  Soběslav II. von Böhmen und nach dessen Tod in den 1180er Jahren den Markgrafen der Lausitz Konrad II. Zu ihren Kindern mit Letzterem zählten:
- ein Sohn, dessen Name nicht überliefert ist (1207 bezeugt; † vor 6. Mai 1210)
- Mechthild († 1255 in Salzwedel), begraben im Kloster Lehnin; ⚭ August 1205 Albrecht II. Markgraf von Brandenburg, † 25. Februar 1220, begraben im Kloster Lehnin (Askanier)
- Agnes († 1266), Stifterin des Klosters Wienhausen, dort auch begraben; ⚭ 1211 Heinrich I. der Lange, * wohl 1173/74; † 28. April 1227 in Braunschweig, 1195–1212 Pfalzgraf bei Rhein, begraben im Braunschweiger Dom